# Дитер Хенрих
Дитер Хенрих (на немски: Dieter Henrich), 5 януари 1927) е германски професор по философия.

## Биография
Дитер Хенрих е роден на 5 януари 1927 г. в Марбург, Германия.
Хенрих следва философия между 1946 и 1950 г. в Марбург, Франкфурт на Майн и Хайделберг. Защитава дисертация с научен ръководител Ханс-Георг Гадамер. Професор в университетите в Мюнхен, Берлин и Хайделберг. Гост професор в университети в САЩ, като Харвард и „Колумбия“.

## Признание и отличия
През 2008 г. Хенрих получава наградата „Леополд Лукас“ на Тюбингенския университет
Почетен доктор е на Вестфалския университет в Мюнстер (1999), на Марбургския университет (2002) и на Университета „Фридрих Шилер“ в Йена (2005).

## Основни произведения
- Die Situation der Historie und Max Webers Methodenlehre aus: Archiv für Philosophie 1949 3; 400-409.
- Die Einheit der Wissenschafstlehre Max Webers. Tübingen: J.C.B. Mohr, 1952.
- Hegel im Kontext. Frankfurt: Suhrkamp, 1971.
- Der Grund im Bewußtsein. Untersuchungen zu Hölderlins Denken (1794/95). Stuttgart: Klett-Cotta, 1992. ISBN 3-608-91613-X (2. erw. Aufl. 2004)
- Versuch über Kunst und Leben. Subjektivität — Weltverstehen — Kunst. München: Carl Hanser, 2001. ISBN 3-446-19857-1
- Fixpunkte. Abhandlungen und Essays zur Theorie der Kunst. Frankfurt: Suhrkamp, 2003. ISBN 3-518-29210-2
- Grundlegung aus dem Ich. Untersuchungen zur Vorgeschichte des Idealismus. Tübingen — Jena 1790-1794. Frankfurt: Suhrkamp, 2004. ISBN 3-518-58384-0
- Die Philosophie im Prozeß der Kultur. Frankfurt: Suhrkamp, 2006. ISBN 978-3-518-29412-3
- Between Kant and Hegel: Lectures on German Idealism, Harvard University Press, 2008
- Endlichkeit und Sammlung des Lebens, Mohr Siebeck, 2009 ISBN 978-3-16-149948-7